# Isidore Haiblum
Isidore Haiblum, né le 23 mai 1935 à Brooklyn et mort le 25 octobre 2012, est un écrivain américain de science-fiction.

## Biographie
Isidore Haiblum a d'abord parlé yiddish avant d'apprendre l'anglais. Ces racines se retrouvent dans une partie de ses textes.

## Œuvres
- The return, 1970 (Le Retour - éd. OPTA, coll. Galaxie-bis no 81, 1982)
- The Tsaddik of the seven wonders, 1971 (Le Tsadik aux sept miracles - éd. Albin Michel, coll. Science-fiction (2ème série) no 15, 1973)
- Transfer to yesterday, 1973 (Le Spectre du passé - éd. OPTA, coll. Galaxie-bis no 94, 1983)
- The Wilks among Us, 1975 (Wilk ! - éd. OPTA, coll. Club du livre d'anticipation no 107, 1984)
- Interworld, 1977 (Mondes frontières - éd. OPTA, coll. Galaxie-bis no 114, 1985)
- Nightmare Express, 1979 (Destination cauchemar - éd. OPTA, coll. Club du livre d'anticipation no 105, 1984)
- Outerwirld, 1979 (La Vallée du temps perdu - éd. Presses de la Cité, coll. Futurama no 34, 1981)